# Pedro González Pierella
Pedro Enrique González Pierella (Monje, 24 dicembre 1970) è un ex calciatore argentino, di ruolo attaccante.